# 옌톈구

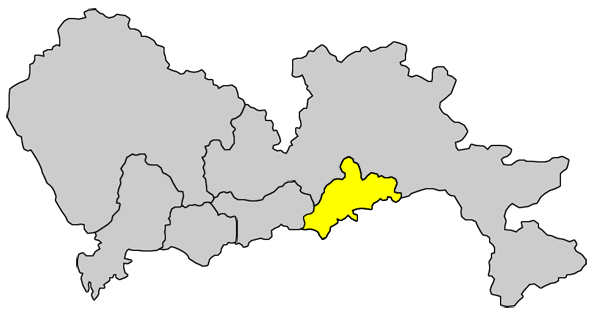
옌톈 구의 위치

옌톈구(한국어: 염전구, 중국어: 盐田区, 병음: Yántián Qū)는 중화인민공화국 광둥성 선전시의 7개 구 중 하나이다. 넓이는 67km2이고, 인구는 2007년 기준으로 40,000명이다.
남쪽으로 선전허와 인접해있고 선전 시의 다른 구인 뤄후 구와 룽강 구에 둘러싸여있다. 1998년 3월까지 옌톈 구는 뤄후 구의 일부였다.
다펑 만에 위치하여 옌톈에는 선전 시의 최고 해변 관광지인 다메이사와 샤오메이사가 있다. 이곳에는 또한 옌톈 항이 있다.

## 행정 구역
4개 가도를 관할한다.
- 가도: 沙頭角街道, 海山街道, 鹽田街道, 梅沙街道.